# 塞尔达传说 众神的三角力量2
《塞尔达传说 众神的三角力量2》（又译作）是一款由任天堂情報開發本部第三小组开发，并由任天堂发行在任天堂3DS平台的薩爾達傳說系列作品。本作是该系列在任天堂3DS平台上推出的第二作，也是《塞尔达传说 众神的三角力量》在时隔22年之后推出的正统续作。《众神的三角力量2》虽然作为《众神的三角力量》的正统续集，不过本作中出现的林克与塞尔达公主并非前作中的林克与塞尔达公主；在前作原有的海拉鲁王国大陆的基础上新增了更加黑暗化的洛鲁尔王国大陆（ロウラル）。游戏在流程上更加开放，玩家可以通过自由选择要前往的迷宫，而不必像原先基本要按照剧情发展而探索。
本作于2013年11月22日在北美和欧洲地区发售，12月26日在日本地区发售。英文版的游戏在11月22日同期登陆香港区的任天堂eShop，并于2014年6月3日面向台湾提供下载版英文游戏。
《塞尔达传说 众神的三角力量2》在发售后获得了业界相当不错的评价，并在当年获得了多项年度任天堂3DS游戏和年度掌上游戏等奖项荣誉。

## 游戏系统
《塞尔达传说 众神的三角力量2》延续了《塞尔达传说 众神的三角力量》的风格采用了俯视视角进行游戏，而非《塞尔达传说》系列后来更常用的三维视角。不过游戏中的所有事物都采用了三维模型制作，而非二维平面图像。游戏支持任天堂3DS的裸眼3D显示。作为《众神的三角力量》的续作，本作大体上接续了前作的世界设定，并且在其基础上增加了新的要素，如新的迷宫和场景、新的道具装备、新的角色能力和新的系统设定等。
在游戏系统上，本作与系列之前的作品相比有了比较巨大的变化和不少新的尝试。玩家在游戏中可以使用更多的道具和武器；除了经典的弓箭、炸弹和锤子以外，本作还新加入了沙之杖和旋风之杖等新装备。在本作中，玩家使用武器和道具装备时，不再像之前系列游戏那样例如在弓箭、炸弹等装备有数目上的使用限制；在《众神的三角力量2》中，道具的使用消耗都被合并入一个可恢复的魔法槽里，当玩家使用道具时，则会使该魔法槽下降；不过在使用剑和盾牌时不会消耗。本作在关于武器和道具装备上的设定还有一个与之前系列游戏相比巨大的变化：游戏中的大部分道具装备不再是从游戏流程中逐渐获得，而是改为从本作登场的新人物拉维奥（ラヴィオ，Ravio）的商店里租用或购买。因此玩家可以在游戏中花费更少的卢比租用在迷宫里所需要的道具装备，并且可以根据自己的意愿选择不同的顺序在大多数的迷宫里冒险；但是一旦玩家在迷宫中被击败或代表生命值的红心消耗殆尽后，所租用的道具装备会被拉维奥的助手回收，玩家需要使用该道具时则不得不再向拉维奥花钱租用；亦或是可以以更昂贵价格购入道具使用，这样的话，玩家会获得该道具装备的永久使用的权利。在游戏世界中隐藏了许多走失的田螺宝宝（迷子マイマイ，Maiamais），通过收集它们并送回到它们的母亲身边，可获得强化道具装备的奖励。
此外，作为游戏主角的林克相比之前的游戏增加了进入墙壁的新能力。林克进入墙壁后可以以壁画的形式在墙上水平移动，玩家利用这个能力可以在狭小的空间内移动，以在迷宫中解决障碍和谜题，或用来获得隐藏奖励。而在游戏进行到中期的时候，玩家可以利用这个能力进入到作为海拉鲁大陆平行世界的洛鲁尔王国大陆（ロウラル，Lorule）之中。